# Santa Maria della Pace (titolo cardinalizio)
Santa Maria della Pace (in latino: Titulus Sanctæ Mariæ de Pace) è un titolo cardinalizio istituito da papa Sisto V il 13 aprile 1587 con la costituzione apostolica Religiosa. Il titolo insiste sulla chiesa di Santa Maria della Pace.
Dal 21 febbraio 2001 il titolare è il cardinale Francisco Javier Errázuriz Ossa, arcivescovo emerito di Santiago del Cile.

## Titolari
Si omettono i periodi di titolo vacante non superiori ai 2 anni o non storicamente accertati.
- Anton Maria Salviati (20 aprile 1587 - 23 aprile 1600 nominato cardinale presbitero di San Lorenzo in Lucina)
- Flaminio Piatti (24 aprile 1600 - 1º novembre 1613 deceduto)
- Giacomo Serra (28 settembre 1615 - 19 agosto 1623 deceduto)
- Alessandro d'Este (2 ottobre 1623 - 13 maggio 1624 deceduto)
- Melchior Klesl (1º luglio 1624 - 18 settembre 1630 deceduto)
  - Titolo vacante (1630 - 1633)
- Fabrizio Verospi (5 settembre 1633 - 27 gennaio 1639 deceduto)
- Marcantonio Franciotti (19 dicembre 1639 - 8 febbraio 1666 deceduto)
- Giacomo Filippo Nini (15 marzo 1666 - 11 agosto 1680 deceduto)
- Stefano Brancaccio (22 settembre 1681 - 8 settembre 1682 deceduto)
- Carlo Barberini (27 settembre 1683 - 30 aprile 1685 nominato cardinale presbitero di San Lorenzo in Lucina)
- Giacomo Franzoni (30 aprile 1685 - 10 novembre 1687 nominato cardinale vescovo di Porto e Santa Rufina)
- Augustyn Michał Stefan Radziejowski (14 novembre 1689 - 11 ottobre 1705 deceduto)
- Lorenzo Maria Fieschi (25 giugno 1706 - 1º maggio 1726 deceduto)
- Damian Hugo von Schönborn-Buchheim (1726 - 1743 deceduto)
- Carlo Alberto Guidobono Cavalchini (23 settembre 1743 - 12 febbraio 1759 nominato cardinale vescovo di Albano)
- Antonio Marino Priuli (13 luglio 1759 - 19 aprile 1762 nominato cardinale presbitero di San Marco)
- Marco Antonio Colonna (19 aprile 1762 - 25 giugno 1784 nominato cardinale presbitero di San Lorenzo in Lucina)
  - Titolo vacante (1784 - 1789)
- Ignazio Busca (3 agosto 1789 - 18 dicembre 1795 nominato cardinale presbitero di Santa Maria degli Angeli)
- Carlo Bellisomi (18 dicembre 1795 - 18 settembre 1807 nominato cardinale presbitero di Santa Prassede)
  - Titolo vacante (1807 - 1817);
- Antonio Gabriele Severoli (1º ottobre 1817 - 8 settembre 1824 deceduto);
  - Titolo vacante (1824 - 1828)
- Carlo Maria Pedicini (15 dicembre 1828 - 5 luglio 1830 nominato cardinale vescovo di Palestrina)
  - Titolo vacante (1830 - 1832)
- Giuseppe Antonio Sala (24 febbraio 1832 - 23 giugno 1839 deceduto)
  - Titolo vacante (1839 - 1842)
- Charles Januarius Acton (27 gennaio 1842 - 21 dicembre 1846 nominato cardinale presbitero di San Marco)
- Pierre Giraud (4 ottobre 1847 - 17 aprile 1850 deceduto)
  - Titolo vacante (1850 - 1854)
- Juan José Bonel y Orbe (30 novembre 1854 - 11 febbraio 1857 deceduto)
  - Titolo vacante (1857 - 1862)
- Fernando de la Puente y Primo de Rivera (21 maggio 1862 - 12 marzo 1867 deceduto)
  - Titolo vacante (1867 - 1869)
- Juan de la Cruz Ignacio Moreno y Maisonave (22 novembre 1869 - 28 agosto 1884 deceduto)
  - Titolo vacante (1884 - 1886)
- Domenico Agostini (7 giugno 1886 - 31 dicembre 1891 deceduto)
- Michael Logue (19 gennaio 1893 - 19 novembre 1924 deceduto)
  - Titolo vacante (1924 - 1925)
- Patrick Joseph O'Donnell (17 dicembre 1925 - 22 ottobre 1927 deceduto)
- August Hlond, S.D.B. (22 dicembre 1927 - 22 ottobre 1948 deceduto)
  - Titolo vacante (1948 - 1953)
- Maurice Feltin (15 gennaio 1953 - 27 settembre 1975 deceduto)
  - Titolo vacante (1975 - 1979)
- Joseph Asjiro Satowaki (30 giugno 1979 - 8 agosto 1996 deceduto)
  - Titolo vacante (1996 - 2001)
- Francisco Javier Errázuriz Ossa, P.Schönstatt, dal 21 febbraio 2001